# مارتن درير (لاعب اتحاد الرغبي)
مارتن درير (بالإنجليزية: Martin Dreyer)‏ هو لاعب اتحاد الرغبي جنوب أفريقي، ولد في 25 أغسطس 1988 في روستنبرغ في جنوب أفريقيا.

## وصلات خارجية
- مارتن درير عل موقع إسبنسكروم (الإنجليزية)
- مارتن درير على موقع ItsRugby.co.uk (الإنجليزية)